# Röttjärnen (Stigsjö socken, Ångermanland)
Röttjärnen är en sjö i Härnösands kommun i Ångermanland och ingår i Gådeåns huvudavrinningsområde. Sjön har en area på 0,0639 kvadratkilometer och ligger 229,1 meter över havet.

## Delavrinningsområde
Röttjärnen ingår i det delavrinningsområde (696350-158611) som SMHI kallar för Utloppet av Aldersjön. Medelhöjden är 243 meter över havet och ytan är 13,92 kvadratkilometer. Räknas de 10 avrinningsområdena uppströms in blir den ackumulerade arean 28,62 kvadratkilometer. Avrinningsområdets utflöde Gådeån (Helgumsån) mynnar i havet. Avrinningsområdet består mestadels av skog (89 procent). Avrinningsområdet har 0,9 kvadratkilometer vattenytor vilket ger det en sjöprocent på 6,4 procent.